# 2010年冬季残疾人奥林匹克运动会美国代表团
2010年冬季残疾人奥林匹克运动会美国代表团是美国派出的2010年冬季残疾人奥林匹克运动会代表团。获得4枚金牌、5枚银牌和4枚铜牌。